# Unitats recurrents controlades
Les unitats recurrents controlades (GRU) són un mecanisme de gating en xarxes neuronals recurrents, introduït el 2014 per Kyunghyun Cho i altres. El GRU és com una memòria a llarg termini (LSTM) amb una porta oblidada, però té menys paràmetres que LSTM, ja que no té una porta de sortida. Es va trobar que el rendiment de GRU en determinades tasques de modelatge de música polifònica, modelatge de senyals de parla i processament de llenguatge natural era similar al de LSTM. Els GRU van demostrar que el gating és realment útil en general i l'equip de Bengio va concloure que no hi havia cap conclusió concreta sobre quina de les dues unitats de gating era millor.

Unitat recurrent Gated, versió totalment tancada.

## Arquitectura
Hi ha diverses variacions a la unitat completa de control, amb l'obtenció feta utilitzant l'estat ocult anterior i el biaix en diverses combinacions, i una forma simplificada anomenada unitat mínima de control.

Tipus 1.

L'operador {\displaystyle \odot } denota el producte de Hadamard a continuació.

### Unitat totalment controlada

Tipus 2.

Inicialment, per {\displaystyle t=0}, el vector de sortida és {\displaystyle h_{0}=0}
{\displaystyle {\begin{aligned}z_{t}&=\sigma _{g}(W_{z}x_{t}+U_{z}h_{t-1}+b_{z})\\r_{t}&=\sigma _{g}(W_{r}x_{t}+U_{r}h_{t-1}+b_{r})\\{\hat {h}}_{t}&=\phi _{h}(W_{h}x_{t}+U_{h}(r_{t}\odot h_{t-1})+b_{h})\\h_{t}&=z_{t}\odot h_{t-1}+(1-z_{t})\odot {\hat {h}}_{t}\end{aligned}}}
Les variables
- {\displaystyle x_{t}}: vector d'entrada
- {\displaystyle h_{t}}: vector de sortida
- {\displaystyle {\hat {h}}_{t}}: vector d'activació candidat
- {\displaystyle z_{t}}: actualitza el vector de la porta
- {\displaystyle r_{t}}: reinicia el vector de la porta
- {\displaystyle W}, {\displaystyle U} i {\displaystyle b}: matrius de paràmetres i vector

Funcions d'activació

Tipus 3.

- {\displaystyle \sigma _{g}}: L' original és una funció sigmoide.
- {\displaystyle \phi _{h}}: L' original és una tangent hiperbòlica.

Són possibles funcions d'activació alternatives, sempre que això {\displaystyle \sigma _{g}(x)\in [0,1]}.
Es poden crear formes alternatives canviant {\displaystyle z_{t}} i {\displaystyle r_{t}}
- Tipus 1, cada porta depèn només de l'estat ocult anterior i del biaix.
{\displaystyle {\begin{aligned}z_{t}&=\sigma _{g}(U_{z}h_{t-1}+b_{z})\\r_{t}&=\sigma _{g}(U_{r}h_{t-1}+b_{r})\\\end{aligned}}}
- Tipus 2, cada porta només depèn de l'estat ocult anterior.
{\displaystyle {\begin{aligned}z_{t}&=\sigma _{g}(U_{z}h_{t-1})\\r_{t}&=\sigma _{g}(U_{r}h_{t-1})\\\end{aligned}}}
- Tipus 3, cada porta es calcula utilitzant només el biaix.
{\displaystyle {\begin{aligned}z_{t}&=\sigma _{g}(b_{z})\\r_{t}&=\sigma _{g}(b_{r})\\\end{aligned}}}